# Turnia nad Korytem
Turnia nad Korytem (słow. Veža nad Kotlinami) – turnia o wysokości 2254 m n.p.m. znajdująca się w Krywańskiej Grani w słowackiej części Tatr Wysokich. Od Ramienia Krywania na południowym wschodzie oddzielona jest Przełączką nad Korytem, a od Zadniej Krywańskiej Turni na północnym zachodzie oddziela ją Wyżnia Krywańska Szczerbina. W grani pomiędzy wierzchołkiem Turni nad Korytem a Przełączką nad Korytem znajduje się jeszcze nienazwane siodełko (2248 m) oraz mało wybitny garb (2262 m).
Na stronę Koryta Krywańskiego, a dokładniej do jego górnego kotła pod północno-zachodnią ścianą Krywania opada z Turni nad Korytem bardzo stromy stok o charakterze ściany. Do doliny Niewcyrki obrywa się blisko 400-metrowa, północna ściana, ograniczona z lewej (patrząc od dołu) strony wyraźną grzędą, stanowiącą krawędź ściany. W środkowej części ściany zaznacza się wybitny filar, zanikający w partiach podszczytowych. W poprzek niemal całej ściany przebiega półka, mniej wyraźna jedynie w pobliżu lewej krawędzi ściany, lekko wznosząca się w stronę północno-zachodniej grani Zadniej Krywańskiej Turni. Od linii spadku Wyżniej Krywańskiej Szczerbiny aż po grań rozszerza się ona w piarżysty zachód.
Nazewnictwo Turni nad Korytem wywodzi się od położonej poniżej niej żlebowatej dolinki zwanej Korytem Krywańskim, która wcina się w północno-zachodnią część masywu Krywania. Nazwę nadali polscy taternicy, którzy w lecie 1960 pokonali jej północną ścianę.

## Taternictwo
Pierwszego znanego wejścia na Turnię nad Korytem dokonali Alfred Martin i przewodnik Johann Franz senior 20 września 1907, podczas wspinaczki Krywańską Granią. Położone u podnóża turni Koryto Krywańskie oraz jego okolice były niegdyś popularnym terenem myśliwskim, w XIX wieku polowali tu na kozice m.in. podhalańscy górale. Rejon ten znany był prawdopodobnie również górnikom, a później turystom.
Współcześnie Turnia nad Korytem nie jest dostępna dla turystów i taterników – powodem tego jest jej położenie w obrębie rezerwatu ścisłego, którym objęty jest masyw Krywania.
Drogi wspinaczkowe
1. Krywańską Granią z Niewcyrskiej Polanki; II, czas przejścia całej grani (po Ramię Krywania) 8 godz.
2. krawędzią ściany; prawdopodobnie I-II, 2 godz.
3. Kováčikova cesta, lewą częścią ściany; V, 10 godz.
4. Poľská cesta, środkiem ściany; VI, 7 godz.
5. Ďuranova cesta, filarem w lewej części ściany; V+, A2, 8-10 godz.
6. Dieškova cesta, na prawo od czarnego filara; IV-V, jedno miejsce A2
7. Launerova cesta, na lewo na Kováčikovej cesty; VI-, A2
8. rynną wodną, między centralnym filarem a drogą Ďurany i Fiali; V, A2
9. centralnym filarem ściany; V, 8 godz.[2]

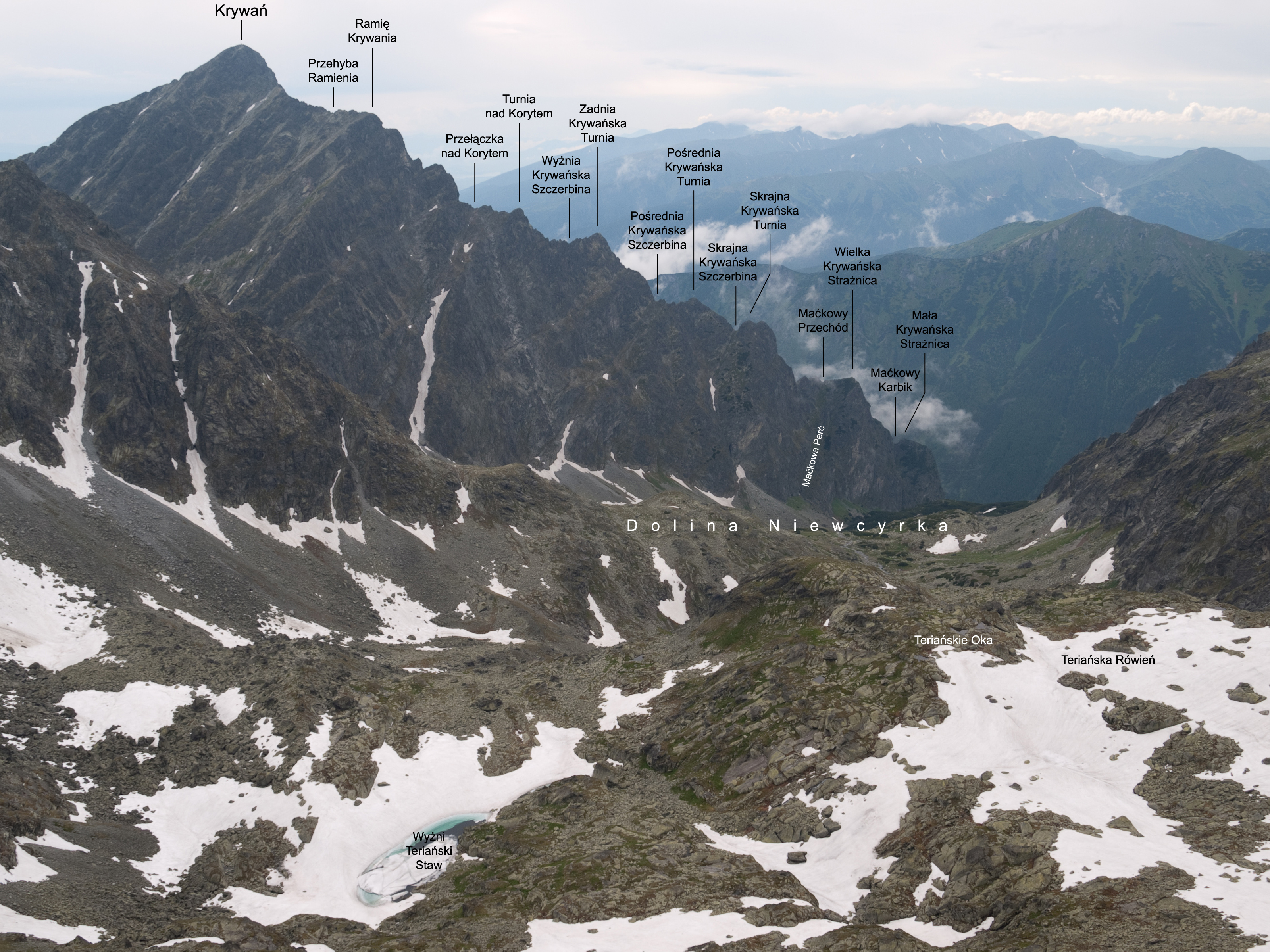
Krywańska Grań – widok z Furkotu